# Marie-Line Reynaud
Marie-Line Reynaud este un om politic francez, membru al Parlamentului European în perioada 2004-2009 din partea Franței. 
1. ↑  Marie-Line Reynaud, base Sycomore, accesat în 9 octombrie 2017
2. 1 2  Adunarea Națională a Franței
3. ↑   http://www.assembly.coe.int/nw/xml/AssemblyList/MP-Details-EN.asp?MemberID=6009 Lipsește sau este vid: |title= (ajutor)
4. ↑  Deputații în Parlamentul European